# Annales de la Société Scientifique de Bruxelles
Annales de la Société Scientifique de Bruxelles (abreviado Ann. Soc. Sci. Bruxelles) fue una revista científica con ilustraciones y descripciones botánicas que fue publicada en Bruselas en dos series desde 1875 hasta 1926 una primera serie con 46 números y una serie B desde 1927 hasta 1936 con 9 números.